# Лежень, Иван Петрович
Иван Петрович Лежень — советский хозяйственный, государственный и политический деятель, Герой Социалистического Труда.

## Биография
Родился в 1929 году в селе Лозоватка. Член КПСС.
С 1947 года — на хозяйственной, общественной и политической работе. В 1947—1989 гг. — кузнец на заводе имени Коминтерна в городе Днепропетровске, вальцовщик, старший вальцовщик, бригадир цеха холодной прокатки № 1 Запорожского металлургического завода «Запорожсталь» имени С. Орджоникидзе Министерства чёрной металлургии Украинской ССР.
Указом Президиума Верховного Совета СССР от 20 января 1984 года присвоено звание Героя Социалистического Труда с вручением ордена Ленина и золотой медали «Серп и Молот».
Умер в Запорожье в 2008 году.